# 소소 리파르텔리아니
소소 리파르텔리아니(조지아어: სოსო ლიპარტელიანი)로도 불리는 이오세브 지빌로스 제 리파르텔리아니(조지아어: იოსებ ჯიბილოს ძე ლიპარტელიანი, 1971년 2월 3일~)는 조지아의 전직 유도 선수이다. 1996년 하계 올림픽에서 남자 유도 하프미들급 동메달을 획득했다. 